# قلعة كونوي

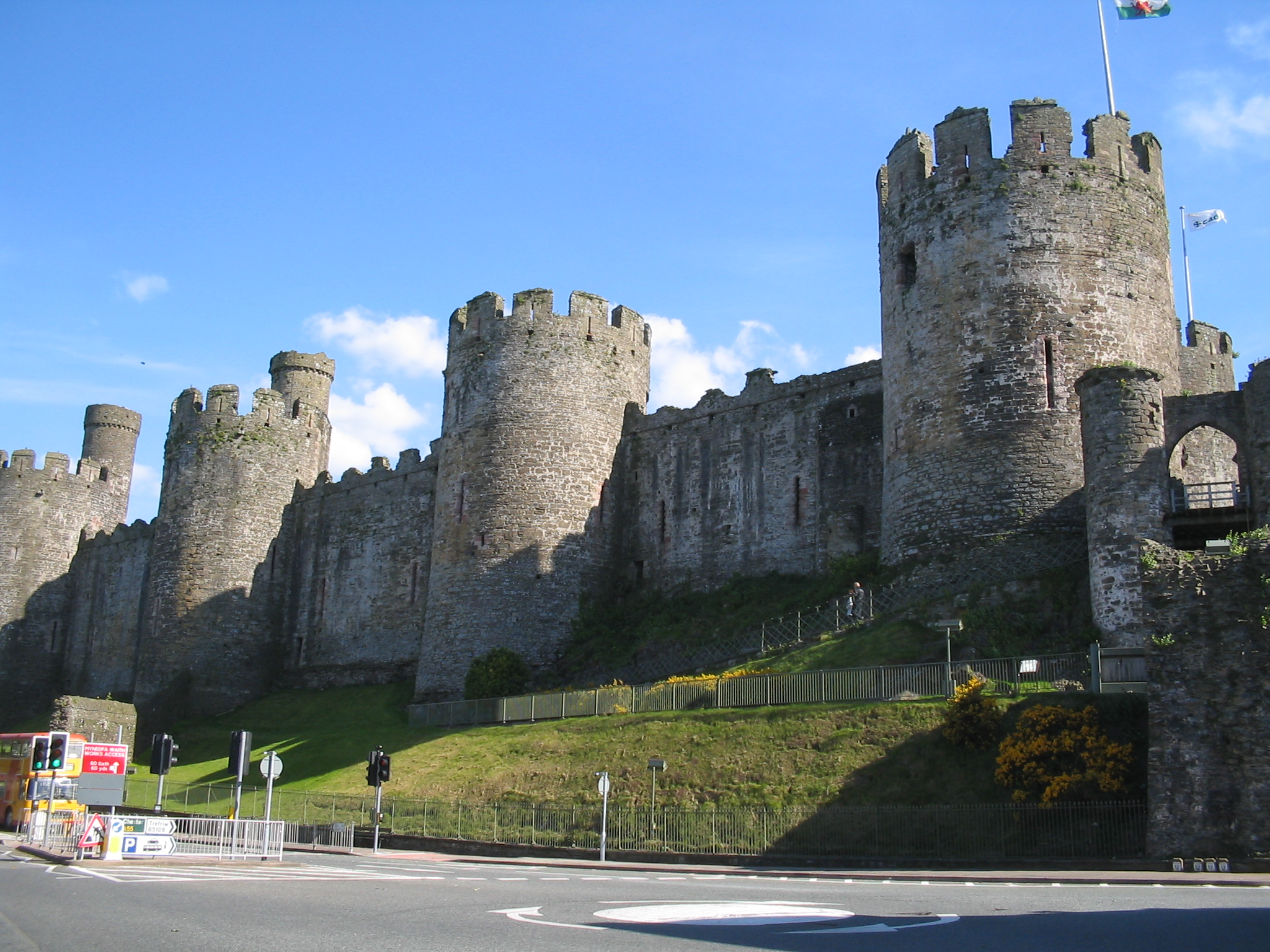
مشهد من الجدار الدفاعي الضخم للقلعة وممر بوابته الرئيسية

قلعة كونوي تقع قلعة كونوي في شمال ساحل ويلز وهي إحدى حصون القرون الوسطى.
وقد بناها أدورد الأول خلال فتحه لويلز عام 1283 م وحتى عام 1289 م وشيدها كجزء من مشروع كبير لإنشاء المدينة المسورة كونوي والتي بنيت بدفاعات مضاعفة كلفت مايقارب 15000 يورو والذي يعد مبلغا ضخماً في تلك الحقبة.وعلى مر القرون القليلة التي تلت بناءها لعب هذا الحصن دوراً مهماً في كثير من الحروب.واستطاع هذا الحصن الصمود أمام حصار مدوق أب ليوليون في شتائيَ 1294 و1295 ميلادي، كذلك كانت ملاذاً ليرتشارد الثاني في عام 1399م. كما سيطرت عليها القوات الموالية لحاكم ويلز «عوين قلويندير» لعدة شهور في عام 1401م.
سيطرت القوات الموالية لتشارلز الأول على هذا الحصن بعد نشوب الحرب الأهلية الإنجليزية في عام 1642 م وبقي هذا الحصن صامداً حتى عام 1646م عندما استسلم للجيش البرلماني.بعد ذلك أهمله البرلمان ودمر جزء من الحصن لمنع استخدامه في المزيد من أعمال التمرد، وبعد ذلك دمر هذا الحصن كلياً في عام1665م عندما سلب وبيع الحديد المتبقي في هذه القلعة ورصاصها.وأصبحت قلعة كونوي وجهةً جذابة يقصدها الرسامين في أوآخر القرن الثامن عشر وأوآئل القرن التاسع عشر.وإزداد عدد الزوار فنفذت أعمال الترميم الأولى في النصف الثاني من القرن الثامن عشر.وأدارت كادو (منظمة أسستها الحكومة لخدمة وتطوير الأماكن التاريخية في ويلز) القلعة المدمرة في القرن الواحد والعشرون وجعلتها منطقة لجذب السياح.
اعتبرت منظمة الأمم المتحدة للتربية والعلم والثقافة كونوي واحدة من أروع الأمثلة للفنون المعمارية العسكرية في أوروبا التي تنتمي لحقبة أوآخر القرن الثالث عشر وأوائل القرن الرابع عشر.وتصنف أيضاً ضمن مواقع التراث العالمي.و تم بناء الحصن المستطيل بصخور مستوردة ومحلية مأخوذة من سلسلة من التلال الساحلية التي تطل على نقطة عبور هامة فوق نهر كونوي.وتنقسم هذه القلعة المحمية بواسطة ثمانية أبراج ومرقبين وإلى جناح خارجي وداخلي.وتحتوي هذه القلعة على بوابة خلفية تؤدي إلى النهر وتسمح للقلعة بالحصول على الإمدادات عن طريق البحر.وتحتفظ هذه القلعة بأقدم حجر في بريطانيا الذي كان يطلق من كوة تحتوي على فتحات تطلق منها القذائف على الأعداء.ووصف المؤرخ جيرمي أشبي هذه القلعة على أنها «أفضل جناح محمي للغرف الملكية الخاصة في إنجلترا وويلز في القرون الوسطى».وتماشياً مع القلاع الإدوردية الأخرى في شمال ويلز، يعتبر الفن المعماري لكونوي قريب من ذلك الذي وجد في مملكة سردينيا في نفس الحقبة.وعلى الأرجح استمد هذا التصميم من المناطق السردينية التي كان يقطنها المهندس المعماري الأساسي جيمس الذي صمم قلاع إدوارد الأول.

## القرن الرابع عشر والخامس عشر
لم يتم الحفاظ على قلعة كونوي جيداً خلال أوائل القرن الرابع عشر. وبينت الدراسات أن القلعة كانت تفتقر للتجهيز الجيد والمناسب فقد كانت تعاني من قلة المتاجر وتسرب الأسقف مما يؤدي إلى تعفن الأخشاب.واستمرت هذه المشاكل حتى سيطر إدوارد «الأمير الأسود» على القلعة عام 1343 م. وأجرى السيد جون ويسترن وحاجبه إصلاحات كما قاموا ببناء أحجار جديدة لدعم أقواس القاعة الكبرى والأجزاء الأخرى من القلعة. وبعد وفاة الأمير الأسود عانت القلعة من الإهمال للمرة الثانية.
استخدم ريتشارد الثاني قلعة كونوي كملجأ من قوات هنري بولينغ بروك في نهاية القرن الرابع عشر.وفي اليوم الثاني عشر من أغسطس/ آب عام 1399م وبعد العودة من إيرلندا سار ريتشارد الثاني في طريق القلعة وعندها قابل مبعوث بولينغ، السيد هنري بيرسي لأجل المفاوضات.وقد أقسم هنري في الكنيسة على أنه لن يضر الملك.وقد استسلم ريتشارد لهنري في التاسع عشر من أغسطس /آب في قلعة فلينت ووعده أن ينازل عن العرش شريطة أن يحفظ له حياته.بعد ذلك تم أَخذ الملك إلى لندن وتوفي في وقت لاحق وهو في الأسر في قلعة بونتيفراكت.

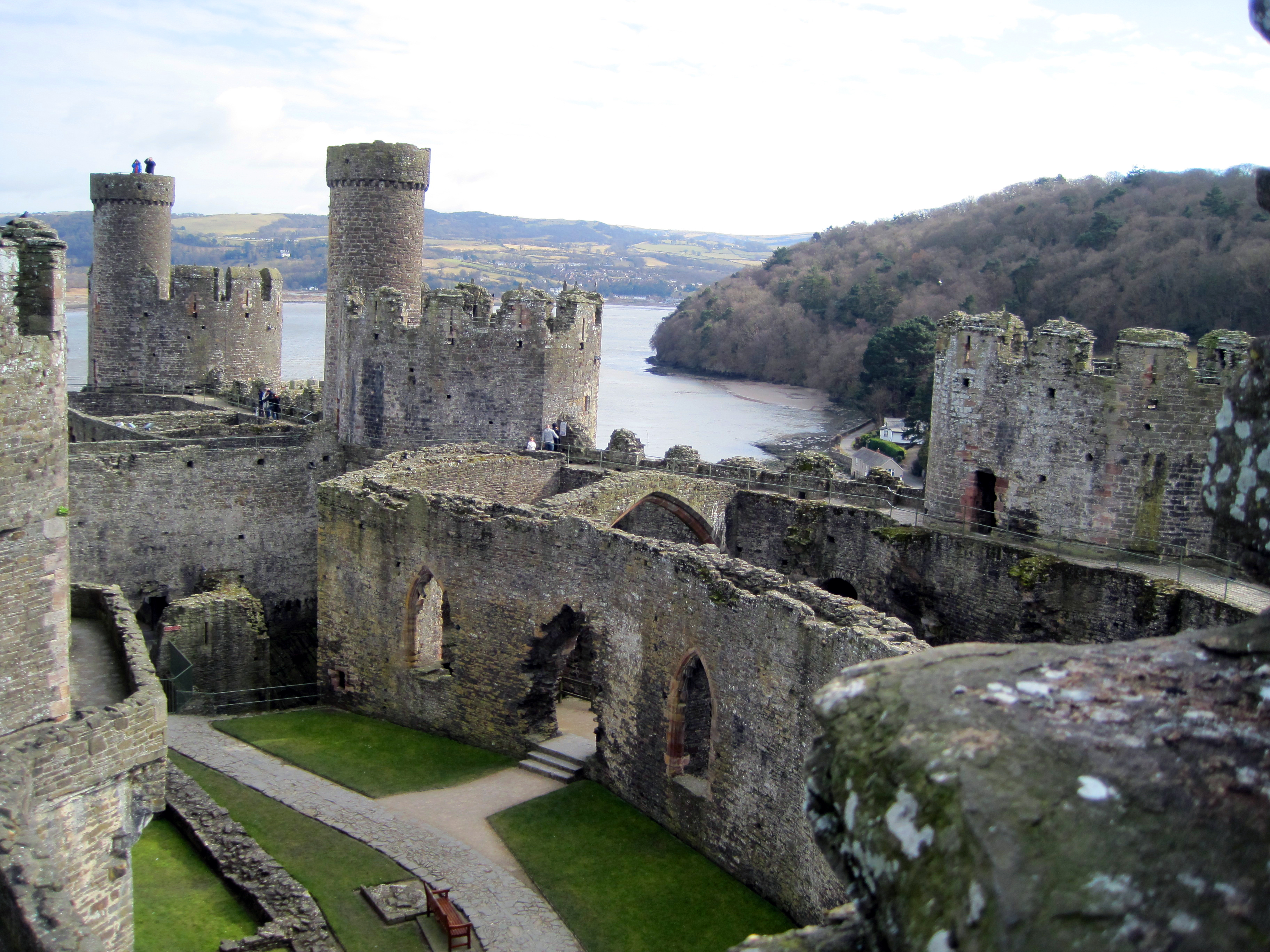
الجناح الخارجي والكنيسة والقاعة الكبرى للقلعة

## الفن المعماري لكونوي
بما أن هذه القلعة اعتبرت من أروع الأمثلة المعمارية العسكرية في أوروبا فإنها تحتضن تلال ساحلية صخرية مكونة من رمال رمادية وأحجار جيرية. وبعض من الصخور التي بنيت منها القلعة أخذت من هذه التلال عندما تم مسح وتنظيف موقع القلعة للمرة الأولى.
ولم تكن الصخور المحلية ذات كافاءة كافية لنحت النوافذ بتفاصيلها لذلك تم جلب صخور رملية من شبه جزيرة سردين وتيشستر وويرال. وبما أن الصخور الرملية كانت ملونة أكثر من الصخور الرمادية المحلية فقد تم اختيارها خصيصاً بسبب مظهرها.

## الغرف الملكية
تقع الغرف الملكية في الطابق الأول لمجموعة من المباني المحيطة بالجزء الخارجي من الجناح والتي تطل على فناء القلعة.وتحتوي القلعة على أربعة أبراج تحمي هذه الأبراج الجناح الداخلي الذي يحتوي على مرافق للخدمات وبرج للكنيسة الذي يحتوي على كنيسة ملكية خاصة.وكل برج من هذه الأبراج يحتوي على برج مراقبة إضافي يستخدم في أغراض أمنية وفي رفع العلم الملكي وعرضه.وترتيب القلعة بشكل عام مقارب لما كانت عليه قلوريت في قلعة كورف في القرن الثالث عشر.وفرهذا الترتيب للملك خصوصية تامة مع أن الملك كان محاط بالكثير من الحراس الشخصيين.وكانت تحتوي هذه القلعة على شقتين تم دمجها لتكون مجموعة واحدة من الغرف التي تشمل على غرفة كبيرة وغرفة خارجية وداخلية.
يعتبر الجناح الداخلي الموجود في جهة الشرق مرقباً آخر للقلعة والذي يضم حديقة القلعة.وتطل عليها الشقق الملكية التي شهدت تغيراً في شكلها مع مرور السنين حيث كانت تحتوي في أوائل القرن الرابع عشرعلى أعشاب خضراء وفي أواخر القرن الرابع عشر على نباتات وفي القرن السادس عشر على أشجار التفاح البري وأعشاب خضراء وفي القرن السابع عشر كانت تحتوي أيضا على أزهار الزينة الرسمية.وتؤدي البوابة الخلفية للقلعة إلى النهر حيث يوجد معبر صغير للسفن بني ليسمح للزوار الرئيسيين والإمدادات البحرية عن طريق القوارب بالدخول إلى القلعة سراً ولكن هذه البوابة حالياً قد اختفت بسبب الجسور التي بنيت في وقت لاحق.

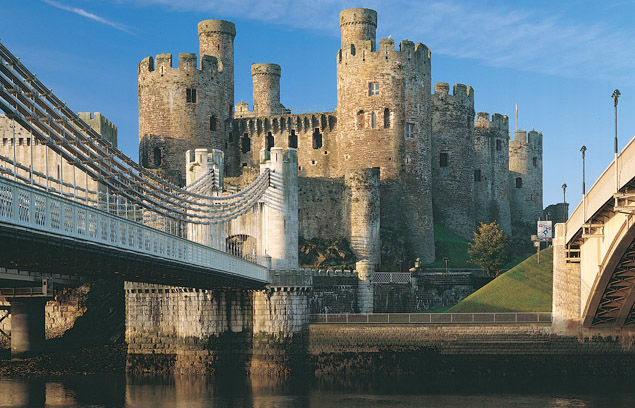
القلعة من جهة الشرق ويمكنك رؤية المرقب الشرقي والجناح الداخلي ويظهر من اليسار إلى اليمين سياج الجسر وطريق الجسور الذي بني في عامي 1958م و1826 م

يشابه الفن المعماري لقلعة كونوي الفن المعماري لمملكة سردينينا في تلك الحقبة من حيث تصميم النوافذ وشكلها ونوع المواد التي استخدمت في صناعة الفجوات الموجودة أعلى الأبراج وفي فتحات الجسور ويعزا هذا التأثير إلى مهندس سردينيا السيد جيمس.ومع ذلك فإن التشابه بين قلعة كونوي ومملكة سردينيا ليست واضحة لأن بعض عمليات البناء والهياكل المشابهة لمملكة سردينيا لم تبنى إلا بعد رحيل السيد جيمس من المنطقة.وقد يكون هذا التشابهه في التفاصيل المعمارية نتيجة للدور الكبير الذي قام بها عدد من حرفيي سردينيا ومهندسيها في مشروع بناء قلعة كونوي.

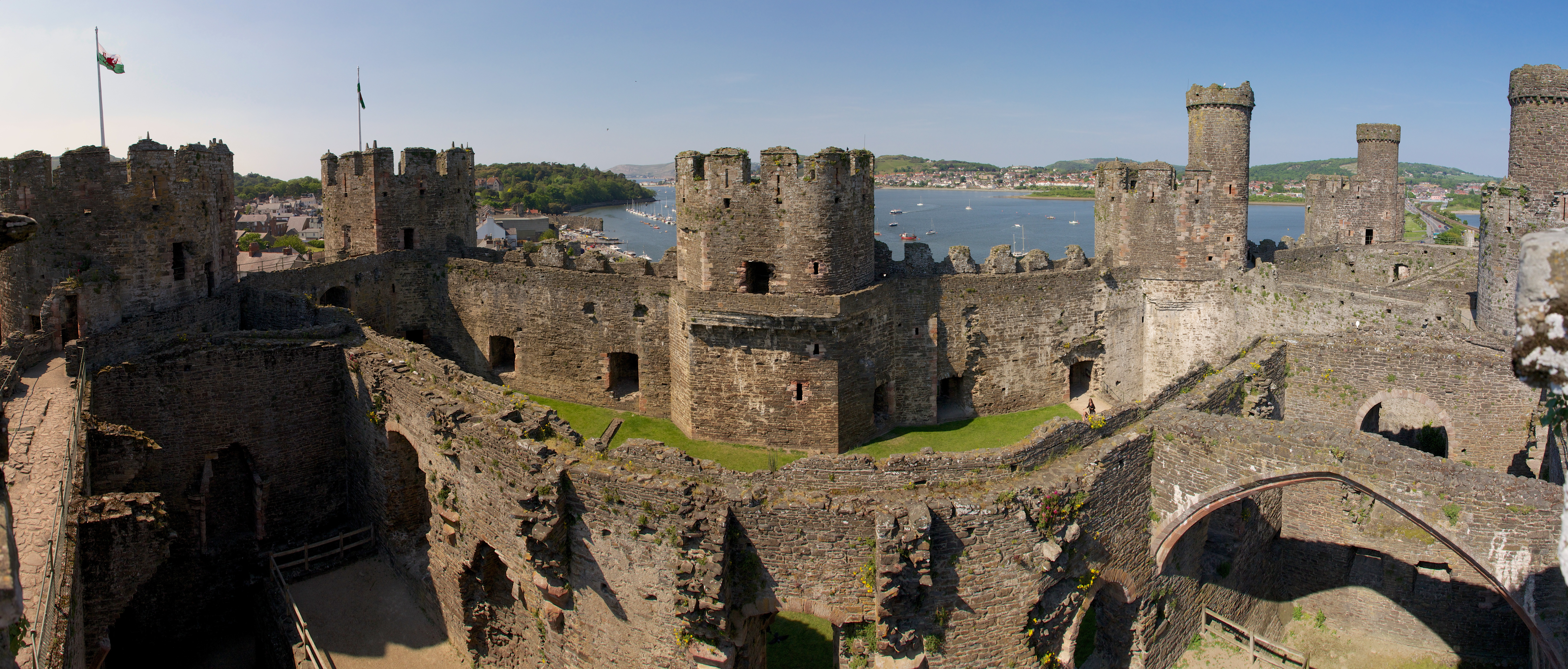
صورة بانورامية للجناح الخارجي